# Posición viciada
Posición viciada es una película dramática colombiana de 1998 dirigida por Ricardo Coral con guion de Dago García. Fue protagonizada por Álvaro Bayona, Hernán Méndez, Fernando Solórzano, Harold Fonseca y Ana Soler. La trama narra la historia de un equipo de fútbol que está a punto de descender a la segunda división y debe enfrentar el partido más importante con la sospecha de que algunos de sus jugadores fueron comprados para perder el cotejo.

## Reparto
- Álvaro Bayona
- Hernán Méndez
- Fernando Solórzano
- Harold Fonseca
- Ana Soler
- Daniel Rocha